# Кубок Іспанії з футболу 1913
У зв'язку з розколом між іспанськими футбольними клубами були проведені два паралельних змагання: організовані Королівською іспанською футбольною федерацією (FECF) у Мадриді та Союзом іспанських футбольних клубів (UECF) у Барселоні. Обидва турніри сьогодні визнані офіційними.

## Кубок FECF
FECF Кубок Іспанії з футболу 1913 — 12-й розіграш кубкового футбольного турніру в Іспанії. Титул вперше здобув Расінг (Ірун). 

### Календар
| Раунд        | Дата                                             | Матчі | Клуби |
| ------------ | ------------------------------------------------ | ----- | ----- |
| Перший раунд | 29 березня - 26 квітня/ 5 квітня - 3 травня 1914 | 1     | 5 → 4 |
| 1/2 фіналу   | 17 березня 1913                                  | 2     | 4 → 2 |
| Фінал        | 22 березня/ 23 березня 1913 (перегравання)       | 1+1   | 2 → 1 |

### Перший раунд
| Команда 1           | Рахунок | Команда 2 |
| ------------------- | ------- | --------- |
| 16 березня 1913     |         |           |
| Еспанья (Барселона) | 1:0     | Віго      |

### 1/2 фіналу
| Команда 1         | Рахунок | Команда 2           |
| ----------------- | ------- | ------------------- |
| 17 березня 1913   |         |                     |
| Атлетік (Більбао) | 3:0     | Мадрид              |
| 18 березня 1913   |         |                     |
| Расінг (Ірун)     | 1:0     | Еспанья (Барселона) |

### Фінал
| 22 березня 1913 |

| Расінг (Ірун)             | 2:2 дч   | Атлетік (Більбао)       |
| ------------------------- | -------- | ----------------------- |
| Араболаса 10' Ретегуї 20' | Протокол | Пічічі 30' Белаусте 47' |

| Кампо де О'Доннелл, Мадрид Арбітр: Сантьяго Родрігес |

Перегравання
| 23 березня 1913 |

| Расінг (Ірун) | 1:0      | Атлетік (Більбао) |
| ------------- | -------- | ----------------- |
| Ретегуї 70'   | Протокол |                   |

| Кампо де О'Доннелл, Мадрид Арбітр: Мануель Праст |

## Кубок UECF
UECF Кубок Іспанії з футболу 1913 — 13-й розіграш кубкового футбольного турніру в Іспанії. Титул втретє  здобула Барселона. 

### Фінал

#### Перший матч
| 16 березня 1913 |

| Реал Сосьєдад            | 2:2      | Барселона              |
| ------------------------ | -------- | ---------------------- |
| Аррільяга 15' Артола 89' | Протокол | Форнс 49' Родрігес 69' |

| Камп де ла Індустрія, Барселона Арбітр: Еухеніо Ангосто |

#### Повторний матч
| 17 березня 1913 |

| Барселона | 0:0      | Реал Сосьєдад |
| --------- | -------- | ------------- |
|           | Протокол |               |

| Камп де ла Індустрія, Барселона Арбітр: Еухеніо Ангосто |

#### Перегравання
| 23 березня 1913 |

| Барселона              | 2:1      | Реал Сосьєдад     |
| ---------------------- | -------- | ----------------- |
| Берді 33' Родрігес 35' | Протокол | Ресола 12' (пен.) |

| Камп де ла Індустрія, Барселона Арбітр: Еухеніо Ангосто |